# Juan Diego (acteur)
Pour les articles homonymes, voir Juan Diego.
Juan Diego, né à Bormujos (province de Séville) le 14 décembre 1942 et mort le 28 avril 2022 à Madrid, est un acteur espagnol lauréat de trois prix Goya et de la Coquille d'argent du meilleur acteur.

## Biographie
Juan Diego est apparu sur scène ainsi que dans des productions télévisées et cinématographiques depuis 1957.
Parmi ses rôles principaux, on compte San Juan de la Cruz dans La noche oscura (1989), Cabeza de Vaca dans Cabeza de Vaca (1991), Cochero dans Déjeme que le cuente (1998), Gildo dans La vida que te espera (2004) et Damián dans Remake (2006). Parmi ses récompenses figure le Silver Biznaga du meilleur acteur pour Smoking Room (2002).

## Filmographie

### Au cinéma
- 1984 : Les Saints innocents (Los santos inocentes) de Mario Camus - señorito Iván
- 1986 : El viaje a ninguna parte de Fernando Fernán Gómez - Sergio Maldonado
- 1987 : Así como habían sido d'Andrés Linares
- 1988 : Pasodoble de José Luis García Sánchez
- 1991 : Cabeza de Vaca de Nicolás Echevarría - Álvar Núñez Cabeza de Vaca
- 1991 : Le Roi ébahi (El rey pasmado) de Imanol Uribe - Villaescusa
- 1992 : Jambon, Jambon (Jamón Jamón) de Bigas Luna - le père
- 1999 : Entre les jambes (Entre las piernas) de Manuel Gómez Pereira - Jareño
- 1999 : París Tombuctú de Luis García Berlanga - Boronat
- 2000 : You're the One (una historia de entonces) de José Luis Garci
- 2000 : El invierno de las anjanas de Pedro Telechea : Germán
- 2003 : Torremolinos 73 de Pablo Berger - don Carlos
- 2003 : Noviembre d'Achero Mañas - Pedro
- 2004 : Le Septième Jour (El 7º día) de Carlos Saura - Antonio
- 2006 : Vete de mí de Víctor García León - Santiago
- 2012 : Insensibles de Juan Carlos Medina - Adán Martel
- 2019 : Malgré tout de Gabriela Tagliavini - Pedro

### À la télévision
- 2005-2010 : Los hombres de Paco - don Lorenzo